# أندريا جريجوري
أندريا جريجوري (بالرومانية: Andreea Grigore)‏ هي لاعبة جمباز فني رومانية، ولدت في 11 أبريل 1991 في بوخارست في رومانيا.

## وصلات خارجية
- أندريا جريجوري على موقع الاتحاد الدولي للجمباز (licence) (الإنجليزية)
- أندريا جريجوري على موقع الاتحاد الدولي للجمباز (biography) (الإنجليزية)
- أندريا جريجوري على موقع اللجنة الأولمبية الدولية (الإنجليزية)
- أندريا جريجوري على موقع أوليمبيديا (الإنجليزية)
- أندريا جريجوري على موقع اللجنة الأولمبية الرومانية (الرومانية)